# Nátrium-formiát
A nátrium-formiát, HCOONa, a hangyasav (HCOOH) nátriummal alkotott sója. Felhasználják többek között fából készült termékek színezésére, festésére, valamint élelmiszerek tartósítására is alkalmazzák E237 néven. Egyes savak pH-értékének növeléséhez is használják.

## Előállítása
Laboratóriumban hangyasav és nátrium-karbonát reakciójából nyerik. Alkoholban oldott nátrium-hidroxid és kloroform reakciójából is nátrium-formiát keletkezik. 
CHCl3 + 4NaOH → HCOONa + 3NaCl + 2H2O
Nátrium-hidroxid és klorál-hidrát reakciójából is kinyerhető.
C2HCl3(OH)2 + NaOH → CHCl3 + HCOONa + H2O
Általában az utóbbi eljárás alkalmazzák, mert a kevéssé vízoldékony kloroformot könnyebb különválasztani a nátrium-formiát oldattal, mint a nátrium-kloridot esetében. 
Ipari mennyiségben történő előállítása során 160 °C-on szilárd nátrium-hidroxidba szén-monoxidot vezetnek:
CO + NaOH → HCOONa

## Élelmiszeripari felhasználás
Gombaölő hatása miatt tartósítószerként használják. Előfordulhat különböző gyümölcskészítményekben, zöldségekben valamint egyes alkoholmentes italokban. Napi maximális beviteli mennyiség 3 mg/testsúlykg. A maximált napi bevitel mellett nincs ismert egészségügyi mellékhatása.